# Standard Oil Company

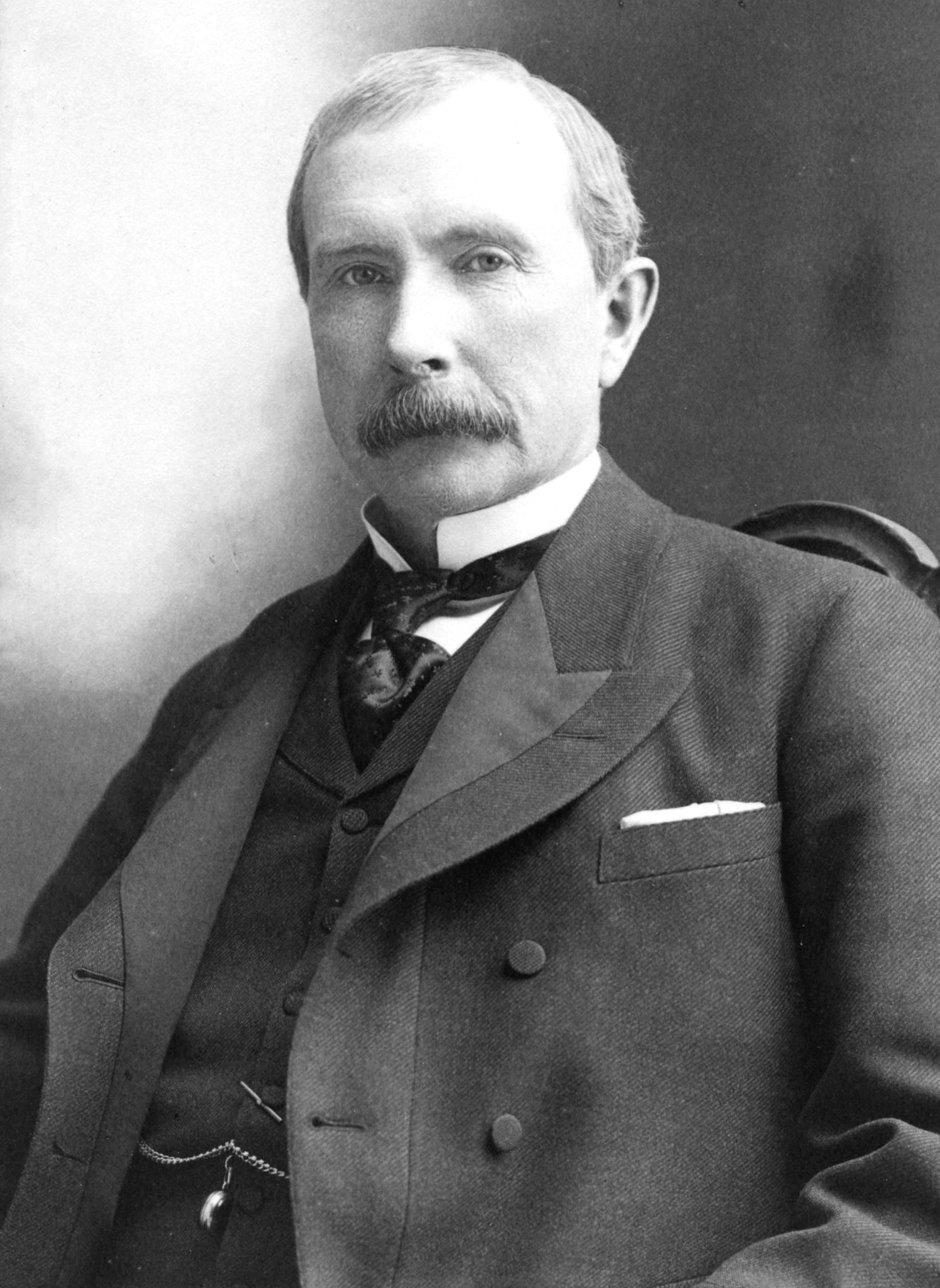
John D. Rockefeller în 1885

Standard Oil Company a fost o companie de prelucrare și distribuție a petrolului, înființată în anul 1870 în Ohio, SUA de John D. Rockefeller și asociații lui. Standard Oil Company a fost cea mai mare firmă de prelucrare din lume, fiind totodată una din primele și cele mai mari companii multinaționale din lume.
John D. Rockefeller a fost fondatorul, președintele și acționarul majoritar al companiei. Standard Oil a avut un succes semnificativ, iar Rockefeller a devenit cel mai bogat om din acea perioadă. Compania a fost adesea criticată datorită politicii de prețuri și tehnicilor agresive aplicate în afaceri.
În 1911, datorită acuzației de monopol formulată împotriva companiei și pe baza Legii împotriva monopolului și cartelurilor (Sherman Antitrust Act), Curtea Supremă a SUA a hotărât dizolvarea Standard Oil Company și dezmembrarea ei în 34 companii, printre succesori numindu-se Exxon și Standard Oil of New York (care a devenit compania petrolieră Mobil).